# St.-Barbara-Kirche (Heringhausen)

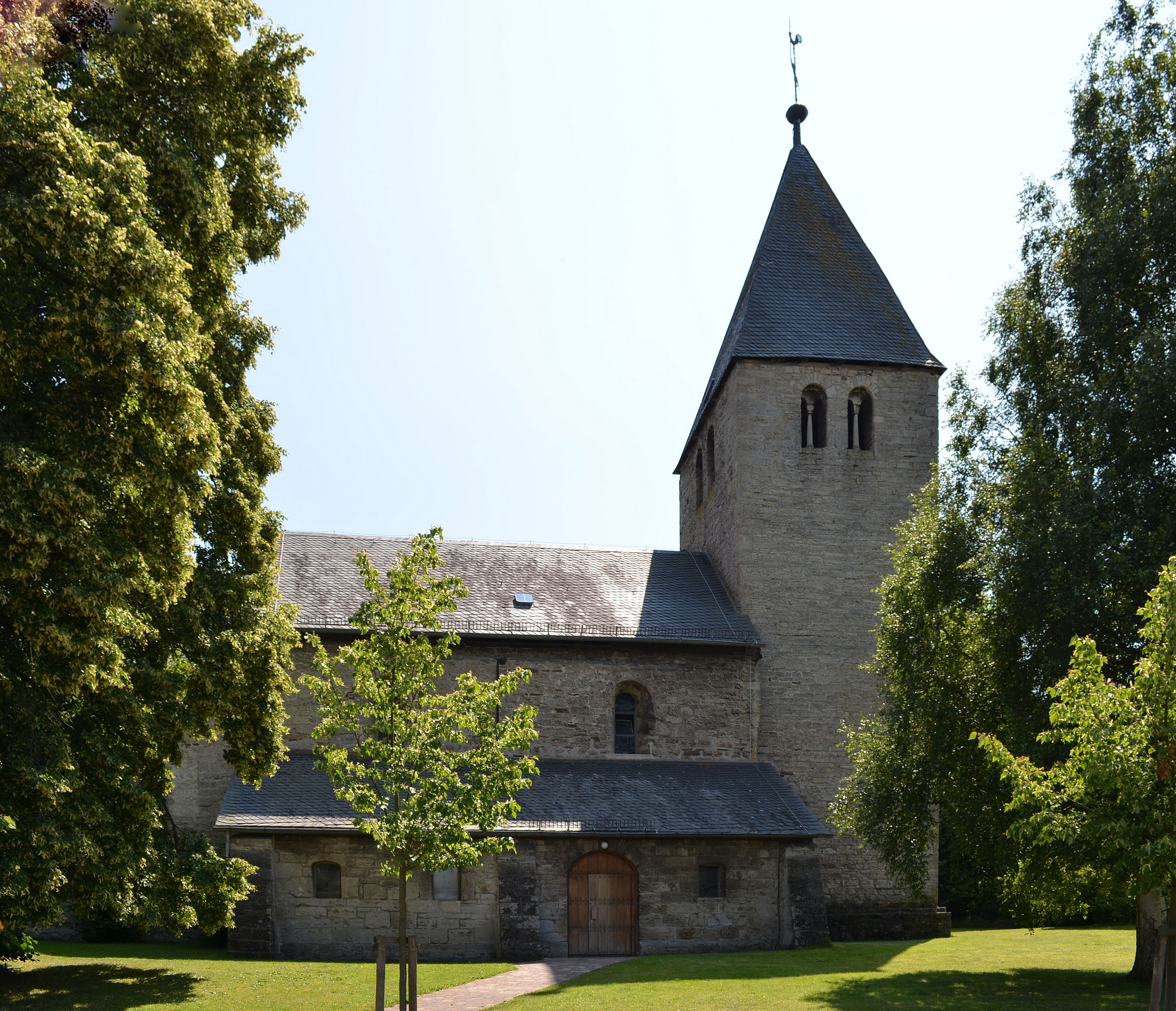
St. Barbara in Heringhausen

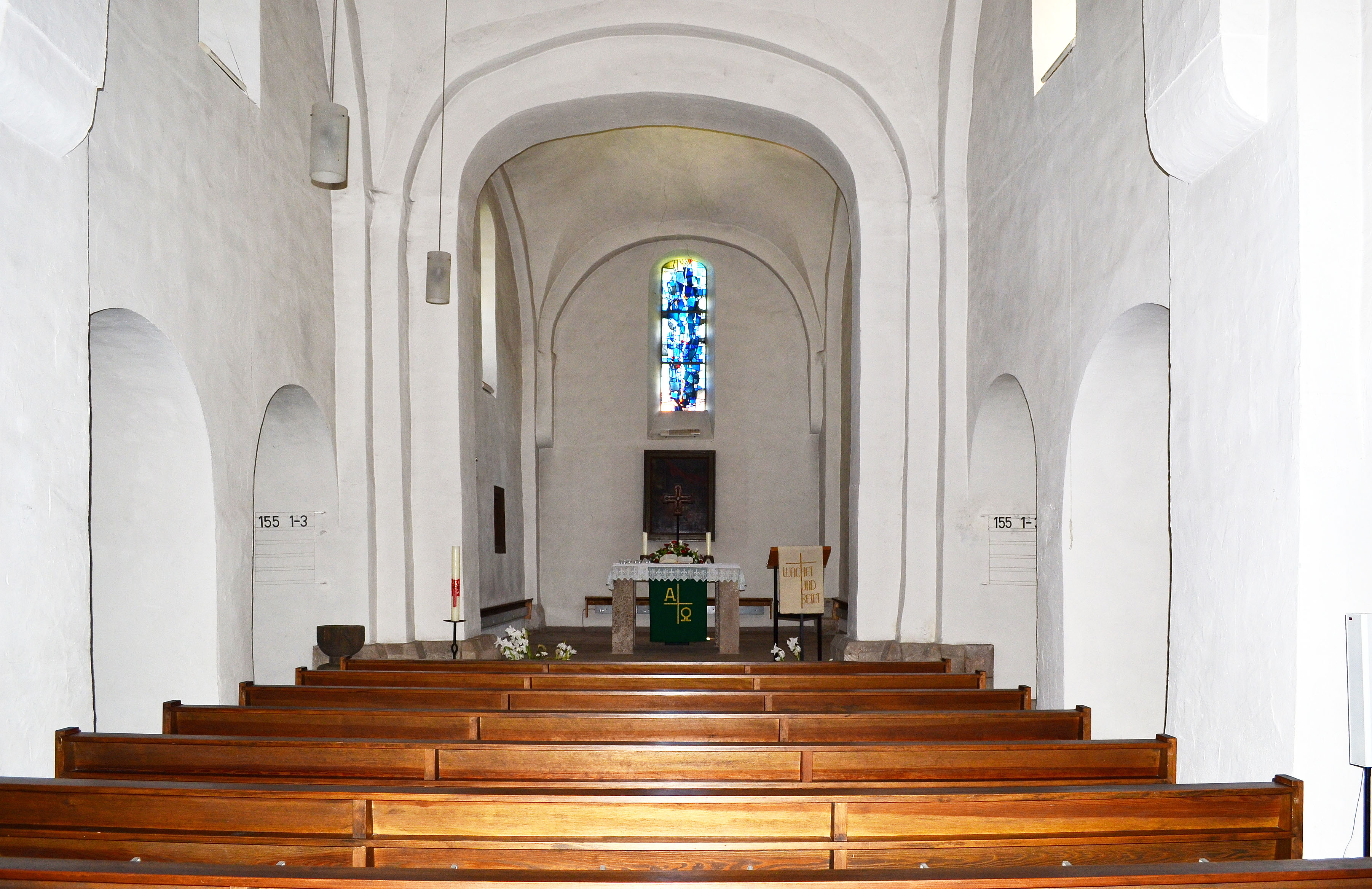
Mittelschiff

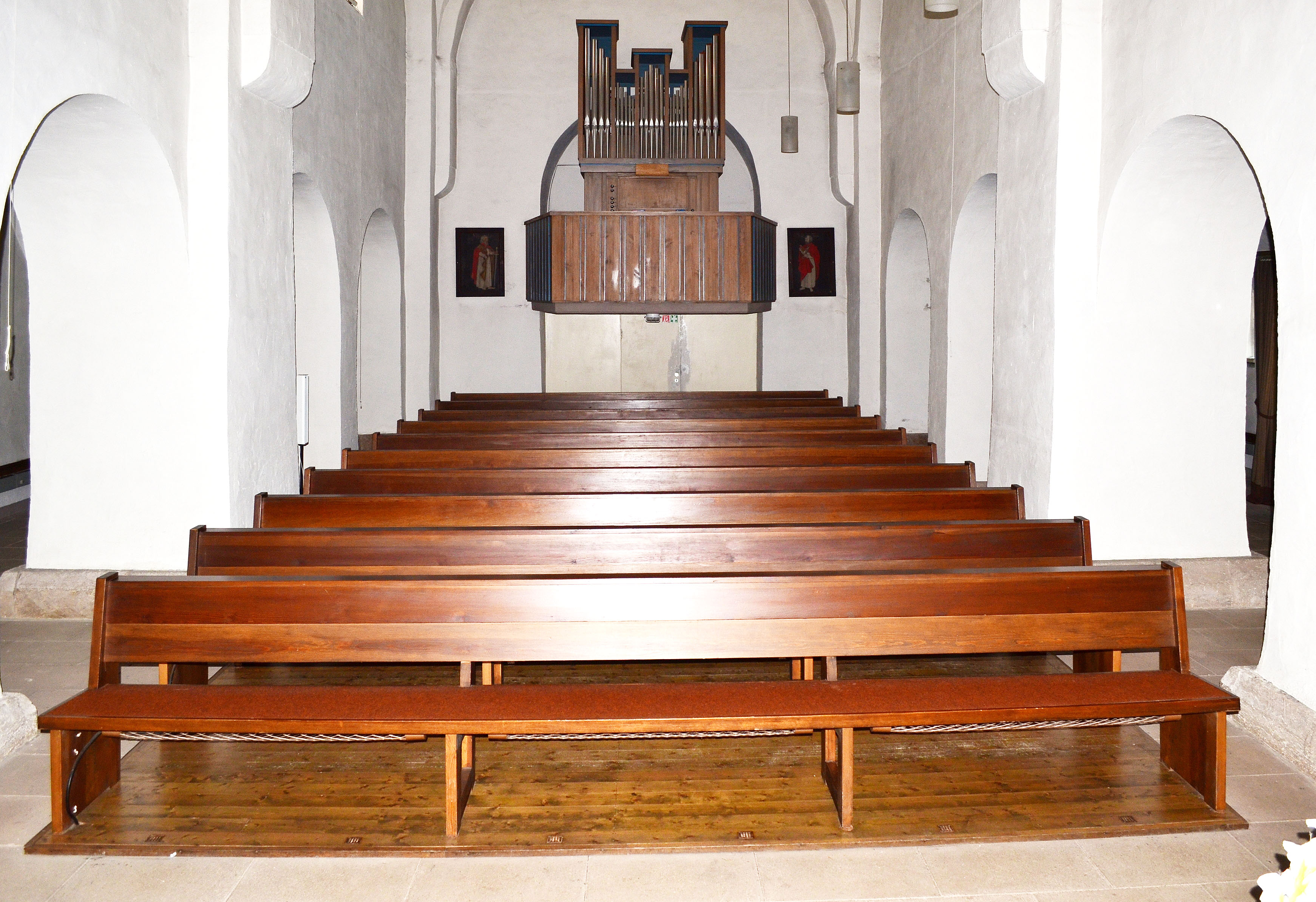
Orgel

Die St.-Barbara-Kirche ist eine  romanische Kleinbasilika und die  Ortskirche von Heringhausen, am Diemelsee, im Landkreis Waldeck-Frankenberg (Hessen). Sie gehört zur Kirchengemeinde Diemelsee im Kirchenkreis Twiste-Eisenberg der Evangelischen Kirche von Kurhessen-Waldeck.

## Geschichte und Bauart
Die dreischiffige  Kirche wurde um 1100 als romanische Kleinbasilika erbaut. Die drei Raumteile, Turm, Mittelschiff und Chor sind in der Höhe gestaffelt und deutlich voneinander abgesetzt. Mit ihren Kapitellen und Pfeileransätzen wirkt sie unbehauen und rau. Mittelschiff und Chor haben verschieferte Satteldächer, die Nebenschiffe sind mit Pultdächern ausgestattet.
Ähnlichkeiten mit dem Baustil der Berndorfer Kirche und der Flechtdorfer Klosterkirche lassen sich im Glockengeschoss, in den als Biforien mit Mittelsäulen gestalteten, rundbogigen Schallöffnungen erkennen. Die älteste Glocke stammt aus dem Jahre 1674. Die Kirche wurde im Lauf der Zeit mehrfach umgebaut und erweitert. Im 19. Jahrhundert wurden die Fenster vergrößert, um mehr Lichteinfall zu bekommen. Das nördliche Seitenschiff wurde nach einem Blitzeinschlag in den Turm neu aufgebaut. Der mächtige Turm mit Pyramidenhelm überragt die Schiffe. Die Konstruktion der Gewölbe ist gratig und unregelmäßig. Im Dreißigjährigen Krieg wurde die Kirche durch einen Innenbrand geschädigt. In dieser Zeit war die Bevölkerung von Heringhausen auf den Pfarrer und zwei Einwohner dezimiert.
Ursprünglich wurde die Kirche für das gesamte Kirchspiel gebaut, erst 1537 kam Heringhausen zu Waldeck. So ist zu erklären, dass in der Kirche mehr Plätze als Einwohner vorhanden waren.

## Ausstattung

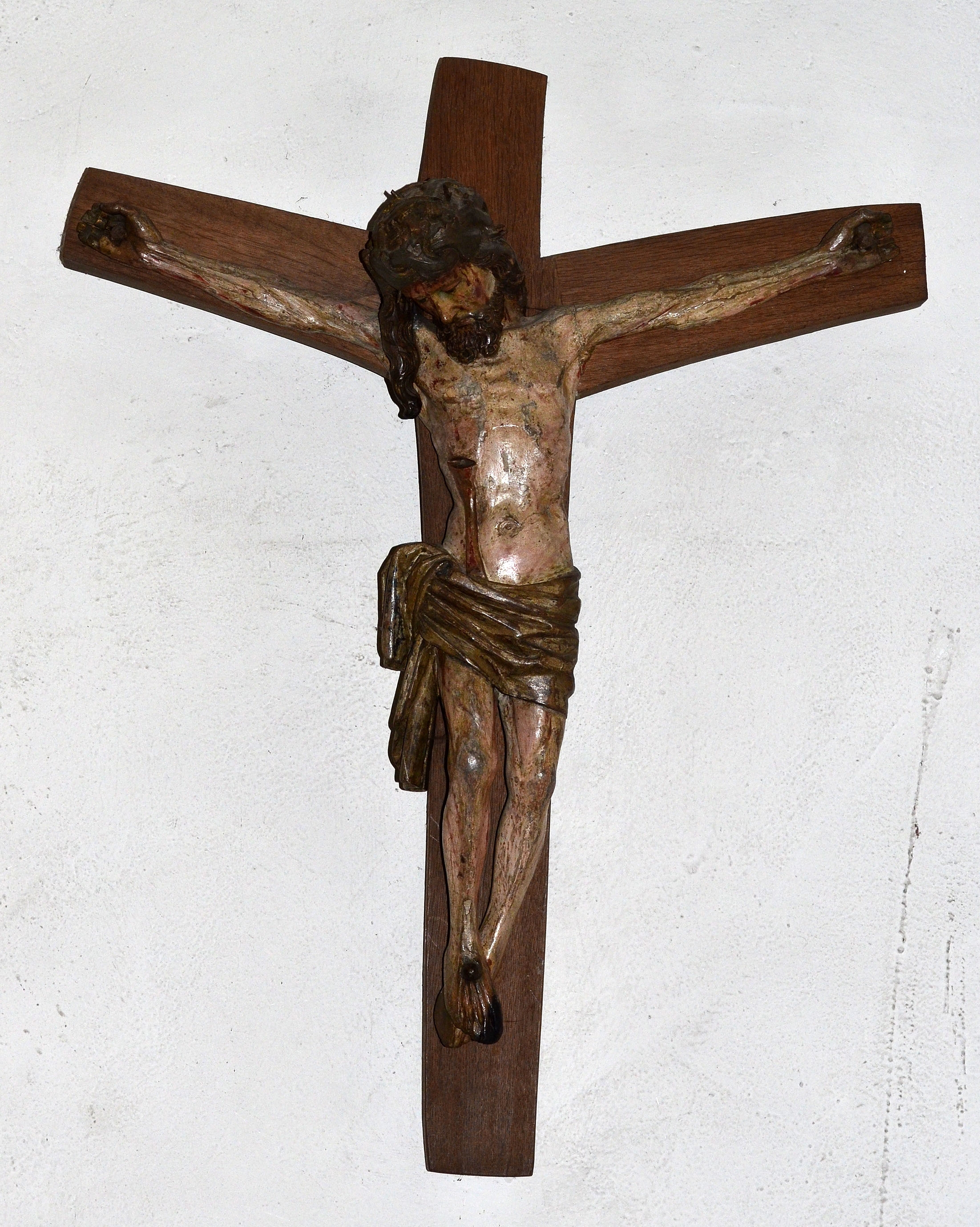
Kruzifix, wohl vom alten Hochaltar

- Der ursprüngliche Hochaltar wurde 1969 im Rahmen einer Renovierung durch einen Altar aus Adorfer Muschelkalk ersetzt.
- Die Kanzel und der Taufstein sind ebenfalls aus Adorfer Muschelkalk.
- Die heilige Barbara ist ein Kunstwerk aus Süddeutschland, die Skulptur entstand etwa um 1500. Wie bei Darstellungen dieser Heiligen üblich, ist ein Turm beigegeben.
- Das Kruzifix stammt wohl von dem alten Hochaltar.
- Weitere Relikte des alten Hochaltars sind die drei zwischen 1690 und 1700 entstandenen Holztafelbilder, die nun im Mittel- und Seitenschiff ausgestellt sind.
- Im rechten Seitenschiff ist an der Rückseite ein Denkmal des Reformators Daniel Dillen zu sehen. Dillen war von 1550 bis 1601 Pfarrer in Heringhausen. Auf diesem Denkmal ist zu lesen Herdinghausen = Heeresgerichtsstätte.
- Die älteste Glocke stammt von 1674, auf dieser ist der Ort als Heerthinghausen bezeichnet.
- Eine frühe Kopie eines Abendmahlgemäldes aus dem Jahr 1632 von Peter Paul Rubens hängt im Chorraum. Ursprünglich war das Gemälde für den Sakramentsaltar der Kirche in Mecheln gemalt worden.[1]